# Indivisió
Indivisió al dret és la situació que es presenta quan dos propietaris o més posseiexen en comú un bé del qual no poden gaudir separadament.
Aquesta situació pot ser la conseqüència d'un heretatge, d'una donació o d'un contracte. Tot i que el principi «Ningú s'ha de romandre en indivisió» és reconegut a la majoria dels sistemes jurídics europeus, hi ha situacions als quals sortir de la indivisió és impossible, com és el cas, per exemple, quan en un condomini la propietat del terra, de l'escala o de l'ascensor és necessàriament indivisa entre tots els copropietaris d'un edifici. Com que cada propietari només ho és pro parte, els fruits i els deures, també ho són.

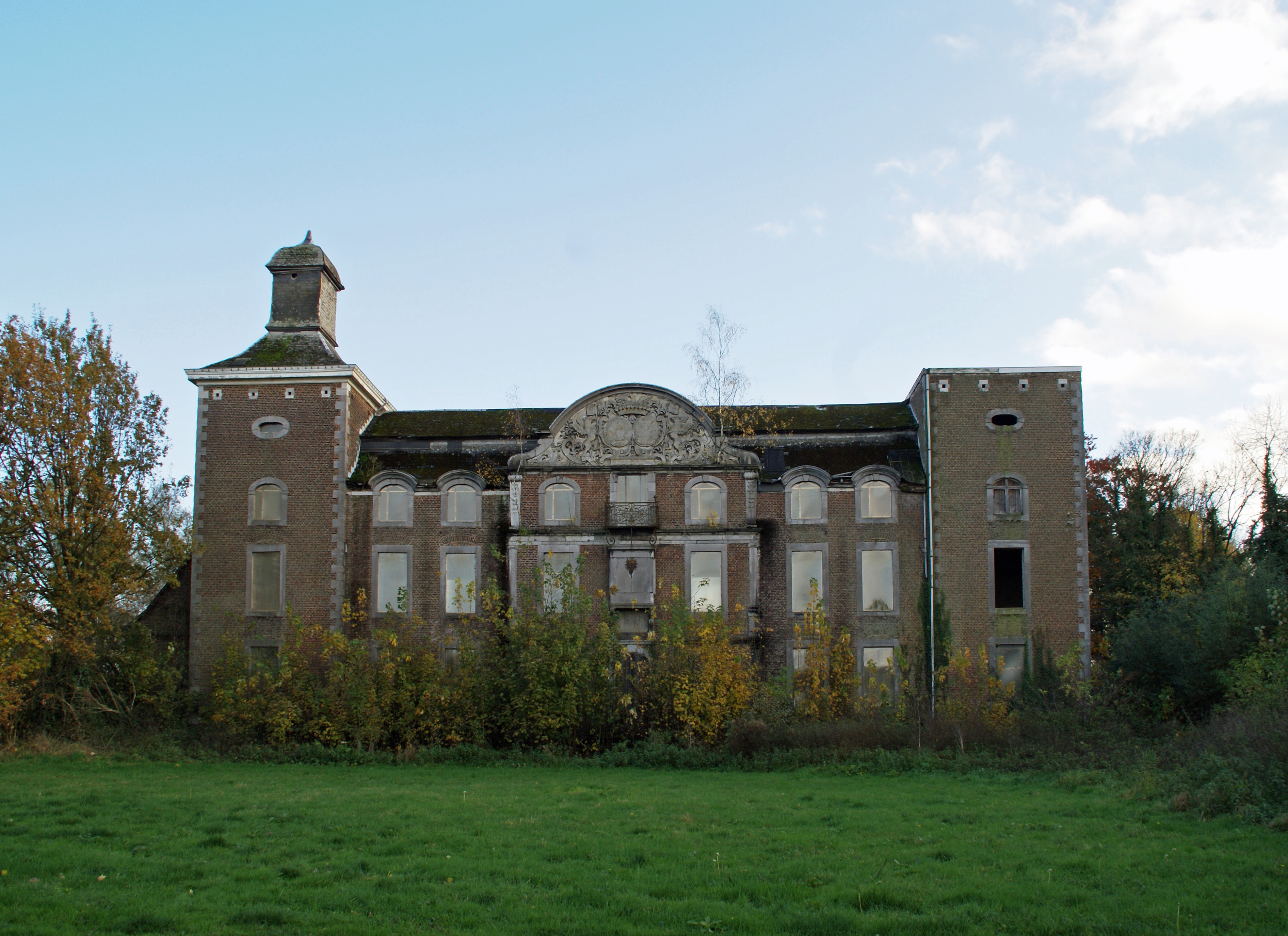
Castell de Méan (Saive), propietat indivisa degradada

Si la sortida de la indivisió és possible, aquesta sortida es pot fer o per contracte privat, consentit entre tots els partits. Per manca d'acord, un dels propietaris pot exigir la venda judicial. En cas de patrimoni indivís, quan cap dels hereus dispersos o propietaris ocupa o gestiona el bé, la indivisió sovint és una causa de degradació ràpida, per manca de responsabilitat o d'interès.

## Indivisió al dret civil català
Els drets i deures de la comunitat de propietaris, sigui una comunitat pactada o involuntària (herència), són reglats pel Codi Civil Català. Unes regles de base són les següents. Quan la indivisió és una conseqüència d'una herència, la seva durada i les condicions de la seva dissolució són reglats per l'article 463. La seva durada és limitada a un màxim de deu anys (quinze si el bé és la residència principal del cònjuge o convivent del testador).
Al cas d'indivisió pactada, per exemple la copropietat d'un cotxe, d'una empresa familiar, les condicions de sortida han de ser pactades per la comunitat d'indivisos. En cap cas, el termini pactat pels cotitulars de la indivisió pot superar els deu anys. Enllà del termini pactat (de màximum deu anys), qualsevol cotitular pot exigir, en qualsevol moment i sense expressar-ne els motius, la divisió de l'objecte de la comunitat. Quan el bé de la comunitat és indivisible o perdria molt de valor en dividir-lo, els indivisos que romanen han de pagar a l'indivís sortint, el valor de la seva part. En cas de conflicte, s'ha d'organitzar un arbitratge o apel·lar al tribunal civil.